# Koźmin Wielkopolski (gemeente)
De gemeente Koźmin Wielkopolski is een stad- en landgemeente in het Poolse woiwodschap Groot-Polen, in powiat Krotoszyński.
De zetel van de gemeente is in Koźmin Wielkopolski.
Op 30 juni 2004 telde de gemeente 13 854 inwoners.

## Oppervlakte gegevens
In 2002 bedroeg de totale oppervlakte van gemeente Koźmin Wielkopolski 152,69 km², waarvan:
- agrarisch gebied: 88%
- bossen: 6%

De gemeente beslaat 21,38% van de totale oppervlakte van de powiat.

## Demografie
Stand op 30 juni 2004:
| Omschrijving                   | Totaal | Totaal | Vrouwen | Vrouwen | Mannen | Mannen |
| ------------------------------ | ------ | ------ | ------- | ------- | ------ | ------ |
| eenheid                        | aantal | %      | aantal  | %       | aantal | %      |
| inwoners                       | 13 854 | 100    | 7053    | 50,9    | 6801   | 49,1   |
| bevolkingsdichtheid (inw./km²) | 90,7   | 90,7   | 46,2    | 46,2    | 44,5   | 44,5   |

In 2002 bedroeg het gemiddelde inkomen per inwoner 1146,06 zł.

## Administratieve plaatsen (sołectwo)
Borzęcice, Biały Dwór, Borzęciczki, Cegielnia, Czarny Sad, Dębiogóra, Gałązki, Gościejew, Góreczki, Józefów, Kaniew, Lipowiec, Mokronos, Nowa Obra, Orla, Pogorzałki Wielkie, Sapieżyn, Serafinów, Skałów, Staniew, Stara Obra, Suśnia, Szymanów, Tatary, Walerianów, Wałków, Wrotków, Wyrębin.

## Overige plaatsen
Dymacz, Mycielin, Paniwola, Psie Pole, Orlinka, Klatka, Mogiłka, Pogorzałki Małe, Dębówiec.

## Aangrenzende gemeenten
Borek Wielkopolski, Dobrzyca, Jaraczewo, Jarocin, Krotoszyn, Pogorzela, Rozdrażew
- Library of Congress Control Number: n2008036589
- Virtual International Authority File: 152672259